# Улица Авиаторов (Чернигов)
Улица Авиаторов (укр. Вулиця Авіаторів) — улица в Деснянском районе города Чернигова. Пролегает от улицы Олега Кошевого, исторически сложившаяся местность (район) Ремзавод.
Нет примыкающих улиц.

## История
Два переулка — 1-й переулок Олега Кошевого и 2-й переулок Олега Кошевого были проложены после Великой Отечественной войны. В 1981 году два переулка были объединены в одну улицу под названием Авиаторов.

## Застройка
Состоит из двух параллельных участков (примерно по 280 м), которые пролегают в южном направлении от улицы Олега Кошевого, где 1-й (западный) от проспекта Мира участок заканчивается тупиком, 2-й (восточный) — переходит в проезд, связывающий улицы Олега Кошевого и Лётная.
Парная и непарная стороны 1-го участка улицы заняты усадебной застройкой, конец — нежилой (гаражи). Парная сторона 2-го участка улицы заняты усадебной застройкой, непарная — многоэтажной жилой застройкой (один 5-этажный дом № 19). А сам проезд занят домами, которые относятся к улицам Кошевого и Лётная. 
Учреждения:
1. дом № 19 — бывший дом быта (сейчас строительный магазин)
2. дом № 22 А — КП «ЖЭК-13»